# آبشار ایساکوینا
آبشار ایساکوینا (به انگلیسی: Isaqueena Falls) آبشاری است که در کارولینای جنوبی، ایالات متحده آمریکا واقع شده و ارتفاع کلی ریزشگاه آن ۲۳ متر است.